# Червена-Скала
Червена-Скала (болг. Червена скала) — село в Болгарии. Находится в Кырджалийской области, входит в общину Ардино. Население составляет 89 человек.

## Политическая ситуация
В местном кметстве Богатино, в состав которого входит Червена-Скала, должность кмета (старосты) исполняет Юзджан Яшар Махмуд (Движение за права и свободы (ДПС)) по результатам выборов правления кметства.
Кмет (мэр) общины Ардино — Ресми Мехмед Мурад (Движение за права и свободы (ДПС)) по результатам выборов в правление общины.